# Topalu
Topalu est une commune du județ de Constanța en Roumanie.